# Langues au Bhoutan
La langue officielle du Bhoutan est le dzongkha, un dialecte du tibétain. Les autres langues couramment pratiquées sont le tshangla et le népalais.
La langue d'enseignement dans les écoles primaires est le dzongkha, puis l'anglais, l'ancienne langue coloniale, est introduit progressivement au secondaire, devenant ainsi la langue d'enseignement, tandis que le dzongkha devient une discipline obligatoire. Le taux d'alphabétisme des personnes âgées de 6 ans et plus était en 2012 de 63 %, dont 54 % en anglais.